# Brzoza (powiat piotrkowski)
Brzoza – wieś w Polsce położona w województwie łódzkim, w powiecie piotrkowskim, w gminie Grabica.
Za Królestwa Polskiego istniała gmina Brzoza.
W latach 1975–1998 miejscowość należała administracyjnie do województwa piotrkowskiego.

## Zabytki
Według rejestru zabytków Narodowego Instytutu Dziedzictwa na listę zabytków wpisany jest obiekt:
- park dworski, pocz. XX w., nr rej.: 287 z 31.08.1983

## Polityka
W marcu 2009 w Brzozie odbył się kongres "Samoobrony".